# Théâtre antique de Lillebonne
Le théâtre antique de Lillebonne est un édifice de spectacle antique situé dans l'ancienne ville de Juliobona, aujourd'hui Lillebonne, en France.
Construit au Ier siècle en profitant d'une colline sur laquelle il s'appuie, il est rebâti puis agrandi aux IIe et IIIe siècles avant d'être transformé en forteresse à la fin du IIIe siècle. Malgré des interruptions qui durent parfois plusieurs décennies, le théâtre fait l'objet de fouilles régulières depuis le début du XIXe siècle et, au XXIe siècle, seule sa scène, sous l'emprise d'une route, n'a pas pu être étudiée. Il est classé sur la liste des monuments historiques protégés dès 1840.

## Localisation
Le théâtre est implanté au sud de la ville antique de Juliobona, à proximité des principales voies qui la desservent. Il est partiellement adossé, au sud, à une colline qui détermine son orientation : cavea au sud en appui sur la colline, arène et bâtiment de scène plus au nord, sur une aire naturellement plane.

## Historique des recherches

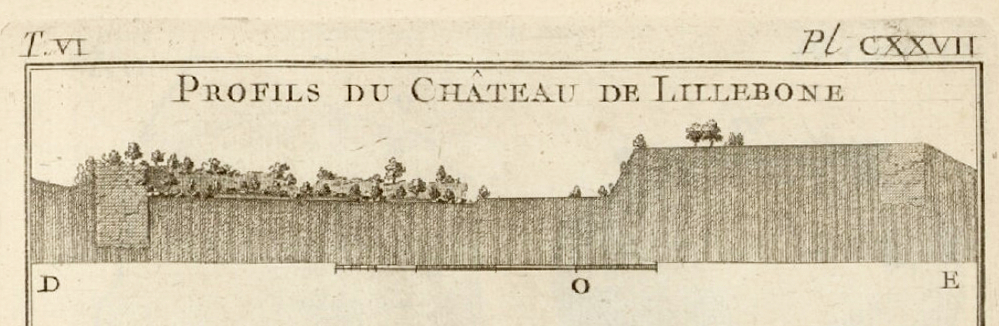
Coupe du théâtre antique de Lillebonne du sud (D) au nord (E) par Anne Claude de Caylus.

Jusqu'en 1740, les descriptions de site de Lillebonne ne mentionnent pas la présence d'un théâtre qui est identifié par le comte de Caylus en 1764. Des fouilles destructrices commencent en 1812 ; François Rever, qui a accès aux résultats et peut établir un plan de l'édifice, identifie formellement un théâtre romain. En 1818, le département de la Seine-Inférieure achète le site du théâtre. Les fouilles se poursuivent jusqu'en 1840, date à laquelle le monument est classé sur la première liste des monuments historiques français, mais, jusqu'à la fin du siècle, le théâtre est délaissé et les ruines se dégradent malgré des consolidations ponctuelles.
Les fouilles reprennent de 1908 à 1915 ; les techniques de travail ont progressé et endommagent moins le monument, des comptes rendus sont publiés. Après la Première Guerre mondiale, les fouilles ne reprennent qu'en 1935 sous la direction d'Albert Grenier mais sont à nouveau interrompues en 1939. De 1940 à 1944, la dépouille du commandant allemand du secteur de Lillebonne est inhumée dans le théâtre.
En 1960, après vingt ans d'abandon, le théâtre est envahi par la végétation. Un nettoyage s'impose et de nouvelles fouilles sont engagées sous la direction de Maurice Yvart (1960-1962) puis de Georges Duval à partir de 1974.
En 2000, un programme de diagnostic de l'état du théâtre est engagé en même temps que toute la documentation antérieure est ré-examinée ; le site du théâtre est ouvert au public. Une dernière campagne de fouilles se déroule de 2007 à 2009, menée par Vincenzo Mutarelli ; elle vise notamment à vérifier sur le terrain les conclusions de l'examen documentaire et à mieux intégrer le monument antique dans le schéma urbanistique de la ville moderne.

## Description et états

### Description
Le théâtre mesure 106,50 m d'ouest en est (grand axe). La partie septentrionale du monument n'ayant pu être fouillée, la dimension nord-sud (petit axe) est évaluée à 94,70 m ; l'arène mesure 47,30 × 35,50 m.
La cavea est partiellement adossée à une colline. Sa partie médiane est directement « posée » sur le flanc rectifié de la colline ; sa partie supérieure est construite en élévation avec des caissons de maçonnerie remblayés ; la partie basse prolonge, au moyen d'autres maçonneries et de remblais, la pente de la colline jusqu'à l'arène. Cette disposition permet aux spectateurs, qui tournent le dos au soleil, de ne pas être éblouis pendant les spectacles. Des gradins prennent appui sur les murs porteurs et les cunei.
Le bâtiment de scène, non fouillé, semble s'étendre, au-delà de l'arène, sous une route et une place sur une profondeur de 12  à   13 m.

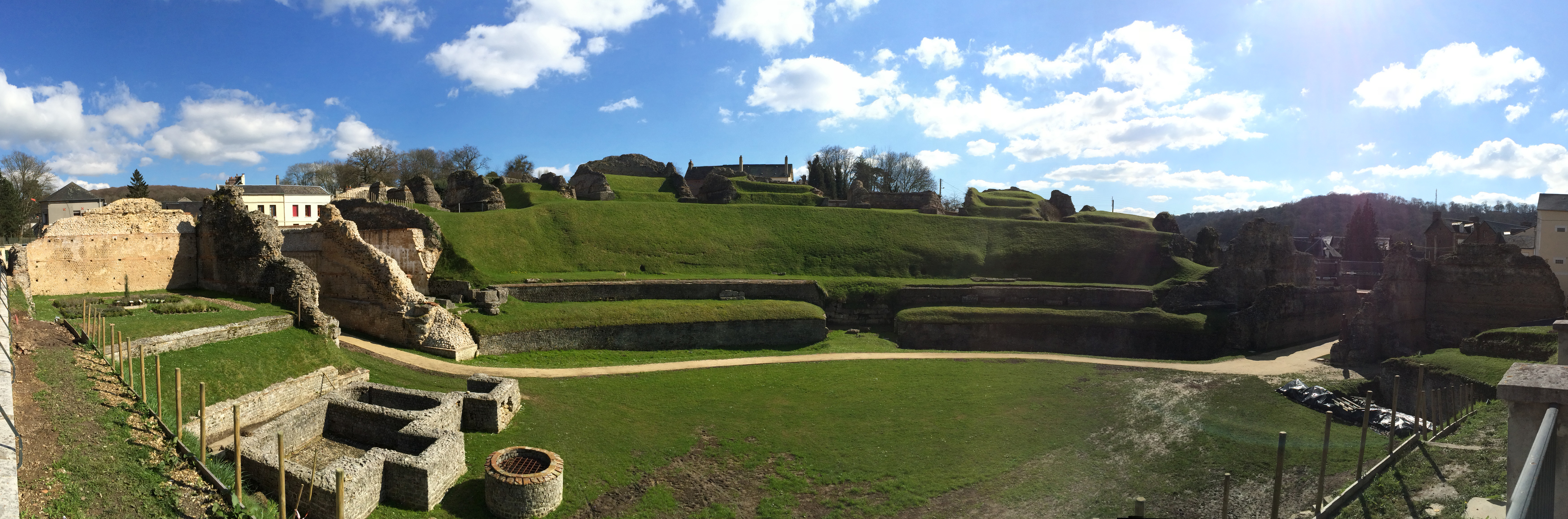
Vue générale du théâtre.

### Chronologie
| - Vue aérienne. - États successifs. |

Dans l'état actuel des recherches, le théâtre semble avoir connu quatre phases de construction successives entre les Ier et IIIe siècles de notre ère. Afin de préciser ces différentes phases, une campagne de fouilles archéologiques est menée entre 2007 et 2010 par Vincenzo Mutarelli. Ce théâtre peut accueillir plus de 5 000 personnes et possède la particularité d'associer une arène pour des chasses d'animaux ou des combats de gladiateurs et une scène pour des comédies ou des tragédies,.

#### État 1
Très partiellement dégagé, le premier théâtre, de petite taille, est de type romain mais est vite remplacé par un édifice de plus grande taille. Un mur interne à l'arène, construit en petit appareil mais arasé lors des agrandissements ultérieurs, est en le seul vestige connu.
En 1956, Albert Grenier, repris par d'autres auteurs, estime pour sa part que le théâtre remanié de Lillebonne n'est pas l'évolution d'un théâtre classique dont l'arène aurait été agrandie, mais résulte de la suppression d'une moitié de la cavea d'un amphithéâtre, réduite à sa partie méridionale.

#### États 2 et 3

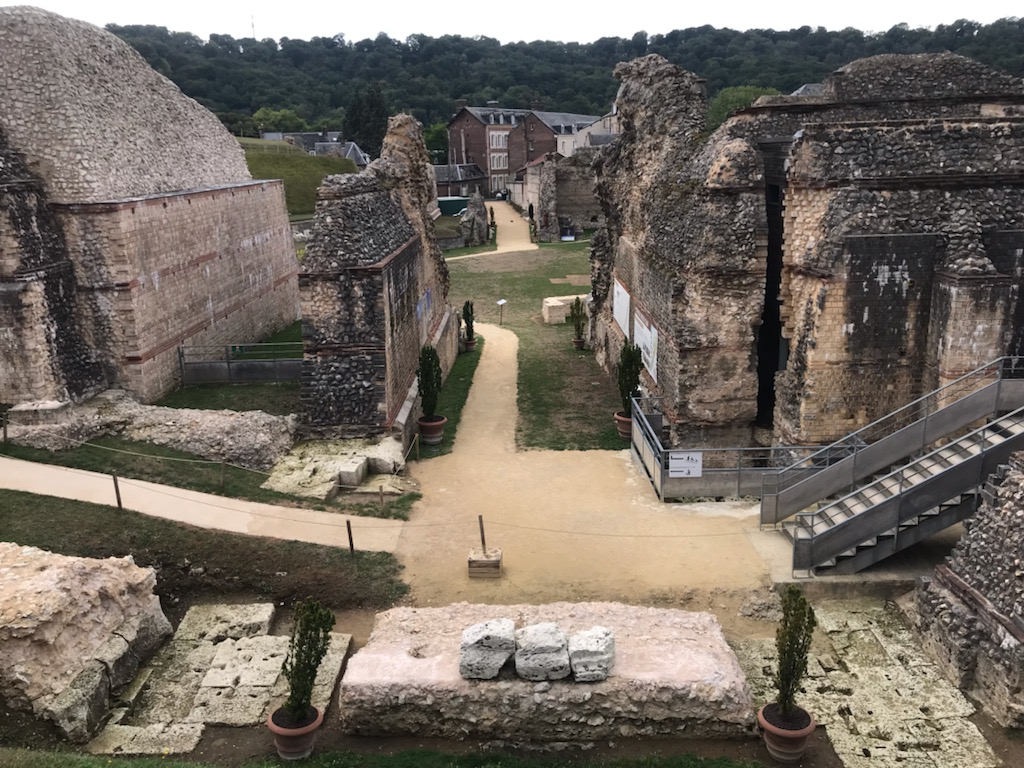
Les maçonneries du côté d'une des entrées de la cavea.

Un édifice de forme « théâtre-amphithéâtre » remplace le premier édifice, dont l'orchestra, de taille plus importante que dans un théâtre normal, peut également servir d'arène. Toutefois, le bâtiment de scène est conservé. Dans le second état, la cavea est reconstruite sur un système de murs concentriques et rayonnants, et l'arène adopte une forme ellipsoïdale.
Le troisième état se caractérise principalement par l'augmentation de la capacité du monument grâce à la construction d'une galerie périphérique qui supporte, au-dessus d'elle, des rangées supplémentaires de gradins.
Les maçonneries attribuables à ces deux états du théâtre sont construites en petit appareil de travertin scandé par des assises de briques (opus mixtum). Les briques se retrouvent également dans la confection des arcs des portes et des voûtes des vomitoires.

#### État 4
Dans le dernier quart du IIIe siècle, lors des invasions germaniques, le théâtre abandonne son rôle d'édifice de spectacles et sert de retranchement. Ses structures sont récupérées. La plupart des vomitoires et des accès sont murés, transformant le théâtre en forteresse ; la ville elle-même est alors pourvue d'une enceinte mais il est impossible de dire si le théâtre est intégré à cette enceinte ou s'il en constitue une sorte de poste avancé. Des bains sont construits dans l’arène, à l’aide de blocs de remploi provenant de monuments funéraires, mais on ignore encore à qui ils étaient destinés.